# Impasse de la Cadène
Rue de la Cadène
L'impasse et la rue de la Cadène (en occitan : carrièra de la Cadena) sont deux voies de Toulouse, chef-lieu de la région Occitanie, dans le Midi de la France.

## Situation et accès

### Description
L'impasse et la rue de la Cadène sont deux voies publiques. Elles se trouvent dans le quartier de Lalande. Elles correspondent à une partie de l'ancien chemin vicinal no 55, dit « de la Cadène ». Il reliait la route de Paris (actuelle avenue des États-Unis) et la route de Launaguet (actuels rue et impasse de la Cadène, impasse des Horticulteurs, chemin de Lapparou et chemin de Turlu).
La rue de la Cadène naît perpendiculairement à l'avenue des États-Unis. Longue de 266 mètres et orientée à l'est, elle n'est large que de 5 mètres et conserve encore un aspect rural, n'étant pas bordée de trottoirs. Elle se termine au carrefour de la rue Camille-Pissaro, qu'elle reçoit à droite, et de l'impasse de la Cadène, à laquelle elle donne naissance à gauche. L'impasse de la Cadène, longue 300 mètres, est orientée au nord, dans le prolongement de la rue Camille-Pissaro. Elle se termine en formant une aire de retournement, face à l'entrée de l'EHPAD Domaine de la Cadène.
La chaussée compte une seule voie de circulation automobile à double sens. Elle appartient à une zone 30 et la vitesse y est limitée à 30 km/h. Il n'existe pas d'aménagement cyclable.

### Voies rencontrées
La rue de la Cadène rencontre les voies suivantes, dans l'ordre des numéros croissants (« g » indique que la rue se situe à gauche, « d » à droite) :
1. Avenue des États-Unis
2. Impasse de la Cadène (g)
3. Rue Camille-Pissarro (d)

L'impasse de la Cadène rencontre les voies suivantes, dans l'ordre des numéros croissants (« g » indique que la rue se situe à gauche, « d » à droite) :
1. Rue de la Cadène (g)
2. Rue Camille-Pissarro (d)

### Transports
L'impasse et la rue de la Cadène ne sont pas directement desservies par les transports en commun Tisséo. Elles se trouvent cependant à proximité de l'avenue des États-Unis, parcourue par la ligne de bus 59.
Il n'existe en revanche pas de stations de vélos en libre-service VélôToulouse à proximité de l'impasse et de la rue de la Cadène.

## Odonymie
L'impasse et la rue tiennent leur nom de l'ancienne métairie et du domaine de la Cadène, qu'elles desservent. Ce nom est ancien, puisqu'il existait déjà, au XIVe siècle, une importante boaria – une étable à bœufs – qui appartenait à un personnage désigné comme en Cadena (en, « seigneur » en occitan médiéval).

## Histoire

### Moyen Âge et période moderne
C'est un très ancien nom de terroir, qui fut celui d'une bovaria au XIVe siècle, puis d'une métairie qui, au XVIe siècle, appartenait à la famille de Flaugiac. Il est particulièrement vaste, puisqu'il s'étend jusqu'aux limites des paroisses de Fenouillet et de Beauzelle. Il est en 1790 la propriété des religieuses hospitalières de l'ordre de Saint-Jean-de-Jérusalem. Leur monastère, sous le vocable de Saint-Jean-Baptiste se trouve dans la rue de Matabiau (emplacement de l'actuel no 40 rue Charles-de-Rémusat).

### Époque contemporaine
Pendant la Révolution française, le domaine devient bien national et il est vendu le 21 avril 1793. L'agriculture se développe, particulièrement la culture des violettes.
En 1922, le propriétaire, Émile Naudin, fait bâtir un grand immeuble où viennent s'installer les filles de la charité de saint Vincent de Paul. On y joint un hospice pour vieillards, puis un centre ménager rural, et une chapelle est ouverte aux habitants du quartier. Il devient par la suite l'Institut agricole mixte La Cadène.

## Patrimoine et lieux d'intérêt

### La Cadène
La Cadène est un vaste domaine de 71 200 m2 environ, largement boisé et traversé par le ruisseau de Maltemps. Il est la propriété des Filles de la charité de saint Vincent de Paul, une congrégation religieuse féminine fondée au XVIIe siècle par Vincent de Paul et Louise de Marillac. Il est occupé par un établissement d'hébergement pour personnes âgées dépendantes (EHPAD), Domaine de la Cadène, et un établissement d'enseignement privé, l'Institut Myriam.
- no  15 : EHPAD Domaine de la Cadène. 
Le Domaine de la Cadène naît en 2008 du rapprochement de deux maisons de retraite, la Résidence du Parc de Rangueil (actuel no 70 avenue de Rangueil) et la Cadène, qui appartenait aux Filles de la charité de saint Vincent de Paul. Il est désormais adhérent de l'association Notre Dame de Joie et de la Fédération des établissements hospitaliers et d'aide à la personne privés non lucratifs (FEHAP). Il propose des services complémentaires dans le champ de la gériatrie et s'adresse aux personnes âgées fragiles et dépendantes. Il compte principalement un service de soins médicaux et de réadaptation (SMR), une unité d'hospitalisation à temps partiel (HTP), une unité de soins de longue durée (USLD) et un service d'hébergement pour personnes âgées dépendantes (EHPAD)[6],[7].
L'établissement occupe un édifice construit entre 2007 et 2008. Il s'élève à proximité de l'ancienne maison de maître de la Cadène, construite dans la deuxième moitié du XIXe siècle[8].

- Institut Myriam.
En 1942, un centre ménager rural est fondé sur une partie du domaine de la Cadène par les Filles de la charité de saint Vincent de Paul[2]. Il a pour fonction de donner une bonne éducation aux jeunes filles du monde rural. Comme il se trouve au cœur d'une importante zone maraîchère et horticole, il dispense également un enseignement agricole. En 1959, à la suite de la réforme de l'enseignement ménager dans les établissements privés, le centre ménager rural devient une école technique agricole. En 1992, l'établissement s'installe à Labège (actuel lycée agricole privé Saint-François - La Cadène, no 1 rue Buissonnière)[N 1], libérant le site de la Cadène[9]. Les bâtiments sont depuis dévolus à l'Institut Myriam, un établissement d'enseignement professionnel privé et placé sous la tutelle des Filles de la charité de saint Vincent de Paul, fondé en 1965. L'école technique Myriam, devenue lycée professionnel, occupait déjà deux immeubles de la rue Mage (actuels no 9 et 20)[10]. 
L'Institut Myriam occupe une parcelle de 8 640 m2, au nord-ouest de la Cadène, qui s'ouvre sur l'avenue des États-Unis (actuel no 334), face au chemin du Pont-de-Rupé. Les bâtiments sont élevés entre 1967 et 1968.

### Maisons
- no  1 : ferme (deuxième moitié du XIXe siècle).
- no  3 : ferme (deuxième moitié du XIXe siècle)[11].
- no  11 : ferme (deuxième moitié du XIXe siècle)[12].
- no  25 : ferme (deuxième moitié du XIXe siècle)[13].